# Австрийская общественная служба за границей
Организация австрийской службы за границей (нем. Österreichischer Auslandsdienst) — некоммерческая организация, утверждённая Министерством Внутренних Дел Австрии. По этой программе возможно заменить регулярную службу в Австрии на 12 месяцев альтернативной военной службы за границей.
Её основал в 1992 году доктор Андреас Майслингер (Dr. Andreas Maislinger), представитель инсбрукской школы политических наук. 1 сентября 1992 года первые альтернативные служащие из Австрии приступили к работе в мемориальном Музее Аушвиц-Биркенау.
Австрийская служба за границей (Auslandsdienst) осуществляется в трех областях: служба памяти жертв Холокоста, социальная служба и служба делу мира.
В 1998 году организация «Австрийская служба за границей» получила официальное признание, с главным представительством в Инсбруке. Возглавляет её по-прежнему её основатель доктор Майслингер. В каждой федеральной земле Австрии проводятся ежемесячные встречи активистов альтернативной службы.
Организация службы за границей имеет 63 партнёрские организации и располагает 125 рабочими местами (данные на июнь 2005 года). Австрийская служба за границей является самой большой организацией в Австрии, предоставляющей возможность альтернативной службы за границей.
В России организация сотрудничает с социальным центром «ГУ СРЦ Вера» в Санкт-Петербурге. Этот центр осуществляет проекты для бездомных детей. В конечном счёте организация сотрудничает с Научно-просветительным центром «Холокост» — первой на постсоветском пространстве организацией, поставившей целью увековечение памяти о жертвах Холокоста.

## Австрийская служба памяти жертв Холокоста
Служащие находят себе применение в музеях, мемориальных комплексах и других институтах, занимающихся разоблачением преступлений национал-социализма (например, Центр Визенталь в Лос-Анджелесе или Яд ва-Шем в Иерусалиме).

## Австрийская социальная служба
Служащие участвуют в решении насущных социальных проблем того государства, в котором они проходят альтернативную службу (например, работают с бездомными детьми, сотрудничают в проектах по улучшению водоснабжения и т.д).

## Австрийская служба делу мира
Служащие работают в различных миротворческих организациях в зонах конфликтов, а также в историко-архивных институтах, изучающих вооруженные внутренние конфликты и национальные распри. (например, Институт Джона Раби в Китае или внегосударственные организации в Израиле).

## Международный совет
Эрнст Флориан Винтер, председатель
- Аргентина: Эрика Розенберг
- Бразилия: Алберту Динис
- Венгрия: Дьёрдь Далош
- Германия: Томас Рабе
- Франция: Мишел Кюлин
- Индия: Барбара Нат-Визер
- Израиль: Бен Сегенрейх
- Италия: Камила Брунелли
- Палестина: Андреас Сами Праухарт
- Россия: Илья Александрович Альтман
- США: Анна Элизабет Росмус
- Швеция: Гералд Наглер

## Места организации
Аргентина
- Буэнос-Айрес — Centro de Atencion Integral a la Ninez y Adolescencia

 Австралия
- Мельбурн — Jewish Holocaust Museum and Research Centre
- Мельбурн — Еврейский музей Австралии

 Бельгия
- Брюссель — European Disability Forum

 Босния и Герцеговина
- Сараево — Phoenix Initiative

 Бразилия
- Алагоиньяс — Associacao Lar Sao Benedito
- Лауру-ди-Фрейтас — Centro Comunitario Cristo Libertador
- Петрополис — Casa Stefan Zweig
- Рио-де-Жанейро — Center for Justice an International Law

 Болгария
- София — Organization of the Jews in Bulgaria

 Венгрия
- Будапешт — Европейский центр по правам цыган

 Китай
- Нанкин — John Rabe House
- Цицикар — China SOS Children’s Village Association
- Шанхай — Шанхайский научно-исследовательский центр по изучению иудаики

 Чили
- Сантьяго — CTD Galvarino — Sename

 Коста-Рика
- La Gamba — Field Station La Gamba
- Пунтаренас — Finca Sonador — Asociaicón de Cooperativas Europeas Longo Mai
- Пунтаренас — Unaproa (UNAPROA)
- San Isidro — Asociación Vida Nueva

 Германия
- Берлин — Еврейский музей в Берлине
- Марбург — Terra Tech
- Моринген — Moringen concentration camp
- Мюнхен — Еврейский музей в Мюнхене

 Великобритания
- Лондон — Royal London Society for the Blind People
- Лондон — The National Yad Vashem Charitable Trust
- Лондон — Библиотека и институт современной истории Винера

 Франция
- Орадур-сюр-Глан — Centre de la mémoire d’Oradour
- Париж — La Fondation pour la Mémoire de la Déportation
- Париж — Amicale de Mauthausen

 Габон
- Ламбарене — Albert Schweitzer Hospital

 Гватемала
- Кесальтенанго — Instituto de Formacion e Investigacion Municipal,
- Санта Росита — Casa Hogar Estudiantil ASOL

 Индия
- Ауровиль — Auroville Village Action Group (AVAG)
- Дхарамсала — Nishtha- Rural Health, Education and Environment Center
- Дхарамсала — Tibetan Children´s Village
- Дхарамсала — Tibetan Welfare Office
- Керала — Mata Amritanandamayi Mission

 Израиль
- Иерусалим — AIC — Alternative Information Center
- Иерусалим — St. Vinzenz-Ein Karem
- Иерусалим — Яд ва-Шем

 Италия
- Комо — Istituto di Storia Contemporanea «Pier Amato Perretta»(ISC)
- Милан — Centro di Documentazione Ebraica Contemporanea(CDEC)
- Прато — Museo della Deportazione

 Япония
- Хиросима — Hiroshima Peace Culture Foundation (Мемориальный музей мира в Хиросиме)

 Канада
- Монреаль — Holocaust Memorial Centre
- Монреаль — Kleinmann Family Foundation

 Кения
- Найроби — Kenia Water for Health Organisation

 Хорватия
- Ясеновац — Мемориальный музей Ясеновац

 Мадагаскар
- Анталаха — D’Analalava

 Мексика
- Место в сооружении

 Никарагуа
- Гранада — Fundación Casa de los tres mundos
- Кондега — La Fraternidad

 Нидерланды
- Амстердам — UNITED for Intercultural Action

 Норвегия
- Осло — Jodisk Aldersbolig

 Пакистан
- Лахор — SOS children villages Pakistan
- Лахор — proLoka Pakistan

 Перу
- Уанкайо — Teilorganisation des peruanischen Gesundheitsministeriums (Stelle in Huancaco)
- Лима — Centro de Información y Educación para la Prevención del Abuso de Drogas (CEDRO)

 Польша
- Краков — Polish Humanitarian Organisation
- Краков — Judaica Foundation — Center For Jewish Culture
- Краков — Еврейский музей «Галиция»
- Освенцим — Синагога «Хевра Ломдей Мишнаёс»
- Варшава — Jewish Museum Warsaw

 Румыния
- Яссы — Nădejdea Copiilor din România
- Тимишоара Место в сооружении

 Россия
- Москва — Научно-просветительный центр «Холокост»
- Москва — Детские деревни SOS
- Москва — Центр социального развития и самопомощи Перспектива
- Москва — Доброе дело
- Санкт-Петербург — ГУ СРЦ Вера

 Чехия
- Прага — Jüdische Gemeinde

 Турция
- Стамбул — Jüdisches Museum Istanbul

 Уганда
- Форт-Портал — Mountains of the moon University (MMU)
- Kabale — Diözese Kabale — Bishops House

 Украина
- Киев — Еврейский Фонд Украины Архивная копия от 20 августа 2011 на Wayback Machine

При общественной организации «ЕФУ» работает еврейский культурный центр «Кинор». Волонтёр австрийской общественной службы помогает фонду организовывать проекты и проводить мероприятия.
 США
- Детройт — Holocaust Memorial Center
- Хьюстон — Holocaust Museum Houston
- Лос-Анджелес — Los Angeles Museum of the Holocaust
- Лос-Анджелес — Центр Симона Визенталя
- Лос-Анджелес — USC Shoah Foundation Institute for Visual History and Education
- Нью-Йорк — Gay Men’s Health Crisis
- Нью-Йорк — Museum of Jewish Heritage
- Нью-Йорк — Антидиффамационная лига
- Нью-Йорк — American Jewish Commitee
- Рино — Center for Holocaust, Genocide & Peace Studies
- Ричмонд — Virginia Holocaust Museum
- Сент-Питерсберг — The Florida Holocaust Museum
- Сан-Франциско — Holocaust Center of Northern California

 Беларусь
- Минск — Belarussian Children’s Hospice
- Минск — 'Dietski dom no. 6' — Kinderheim no.6
- Минск — Kindergarten for Children with Special Needs

## Финансирование
Австрийская Республика через посредство «Объединения помощи служащим за границей» предоставляет каждому служащему определенный бюджет, в размере в среднем 5000, максимально 9000 евро в год.

## Австрийский служащий года за границей
С 2005 каждый год австрийская служба за границей награждает званием «лучший австрийский служащий года за границей» из всех тех, кто обязан проходить альтернативную службу. В 2007 году была приглашена к награде в венский палас Эпштейн президент национального совета Барбара Праммер, а церемонию проводил Посол Израиля в Австрии Дан Ашбель. В марте 2009 эту награду (австрийский служащий 2008 года за границей) вручал главный верхней Австрии Иосиф Пюрингер, церемония награждения проходила в Линцер Ландхаузе.
- 2005: Андрей Даниель Матт, Детская Деревня SOS, Лахор, Пакистан
- 2006: Мартин Михаил Вальнер, центр еврейских студий, Шанхай, Китай
- 2007: Даниель Джеймс Шистер, Яд ва-Шем, Иерусалим, Израиль
- 2008: Рене Й. Ляглшторфер, Centre de la mémoire, Орадур-сюр-Глан, Франция

## Премия Австрийской мемориальной службы
С 2006 каждый год австрийская служба за границей награждает премией австрийской мемориальной службы того человека, кто отличился в работе «память о холокосте».
- 2006: Пань Гуан, Шанхай, Китай
- 2007: Алберту Динис, Сан-Пауло, Бразилия
- 2008: Робер Хебра, Орадур-сюр-Глан, Франция

## Союзы, работающие совместно с австрийской службой за границей
- Церковная община Фрастанц
- Ландлерхильфе находящаяся в верхней Австрии
- Союз «мемориальная служба»
- Горизонт 3000
- Союз «Никогда не забыть»
- Союз «Австрийская служба за границей»